# Rudolf Skácel
Rudolf « Rudi » Skácel, né le 17 juillet 1979 à Trutnov, est un footballeur international tchèque à la retraite qui évoluait au poste de milieu offensif.

## Biographie
Le 26 octobre 2012, il signe un contrat de trois mois en faveur du club écossais de Dundee United. En mars 2013, il signe un contrat de cinq mois en faveur du Slavia Prague.

## Palmarès

### En club
- FC Hradec Králové
  - Champion de Tchéquie de D2 en 2001.
- Slavia Prague
  - Vainqueur de la Coupe de Tchéquie en 2002.
- Heart of Midlothian
  - Vainqueur de la Coupe d'Écosse en 2006 et 2012.

### En sélection
- Tchéquie espoirs
  - Champion d'Europe en 2002.

### Distinction personnelle
- Joueur du mois de Scottish Premier League en août 2005.